# Vranje
Vranje (serbisch-kyrillisch Врање; albanisch Vrana oder Vranë; türkisch Vranya; deutsch veraltet Wragl) ist eine Stadt im Südosten Serbiens. Sie ist Hauptstadt des serbischen Bezirks Pčinja.

## Bevölkerung
Die Opština Vranje hat 87.288 Einwohner (Stand: 2002), davon entfielen 55.055 auf die Stadt selbst. Über 93 % der Bewohner betrachten sich laut Volkszählung 2002 als Serben, die restlichen 7 % machen hauptsächlich Roma aus.

## Geographie
Vranje liegt etwa 350 km südlich von Belgrad auf einer Höhe von 480 m im Tal der Južna Morava und erstreckt sich auf einer Fläche von 859,9 km². Der höchste Punkt der Opština Vranje ist der Gipfel des Berges Besna kobila (1.922 m). Das Klima ist gemäßigt-kontinental.

## Etymologie des Namens
Der Name hängt wahrscheinlich mit dem altserbischen Wort vran für schwarz zusammen, siehe als Beispiel auch vrana, die Krähe oder Vranac „Schwarzer Hengst“. Neben der Stadt Vranje gab es im Mittelalter auch die Landschaft Vranja, wobei nicht geklärt ist, ob die Stadt als Namensgeberin für die Landschaft oder Landschaft als Namensgeberin für die Stadt diente. Ins Deutsche sinngemäß übersetzt könnte Vranje als die Schwarze, die Landschaft aufgrund ihrer dichten Wälder und Schluchten als das dunkle oder das schwarze Land bezeichnet werden.

## Geschichte
Wann genau die Ortschaft, die heute Vranje heißt, entstand, ist nicht bekannt, jedenfalls war es ein wichtiger Punkt an der politisch und wirtschaftlich strategisch wichtigen Morava-Vardar-Furche.
Namentlich wurde Vranje erstmals in der Alexiade der byzantinischen Prinzessin Anna Komnena erwähnt. Ihr zufolge gehörte Vranje damals zu Byzanz und wurde um 1093 kurzzeitig vom serbischen Župan Vukan erobert. Davor gehörte die Gegend abwechselnd zu Byzanz oder Bulgarien.
1190 konnte Stefan Nemanja im Bündnis mit Ungarn Vranje einnehmen, musste sich aber um 1191 wieder zurückziehen. Nachdem das Bündnis mit Ungarn zerfallen war, wandte sich Nemanja Byzanz zu, von dem er einige seiner früheren Eroberungen wie Prizren und Vranje überlassen bekam. Für kurze Zeit fiel Vranje an das Zweite Bulgarische Reich und gehörte ab 1207 dauerhaft dem serbischen Staat der Nemanjiden an.
Nach dem Zerfall des Reiches Stefan Dušan' herrschte in Vranje der Teilfürst Vlatko. Ihm folgte „Caesar“ Uglješa (nicht zu verwechseln mit Jovan Uglješa), der um 1402 die Oberhoheit von Stefan Lazarević anerkannte. Nach dem Tode Uglješas fiel Vranje unter die direkte Herrschaft von Stefans Nachfolger Đurađ Branković. In Vranje verbrachte Konstantin der Philosoph seine letzten Lebensjahre.
1455 wurde Vranje von den Osmanen erobert und blieb bis 1878 osmanisch. Der lokale serbische Adelige Nikola Skobaljić führte daraufhin mit seinen leicht berittenen Truppen jahrelang eine letztlich erfolglose Rebellion gegen die Osmanen.
Zu osmanischer Zeit lebte in der Stadt eine albanisch-türkische Bevölkerungsgruppe, die aber mit der Eroberung des Gebietes durch das Serbische Reich nach Süden und Südwesten vertrieben wurde.
Im 19. Jahrhundert wurde Vranje sowohl von Serbien als auch von Bulgarien beansprucht. 1878 besetzten serbische Truppen Vranje und gliederten es dem gerade unabhängig gewordenen Fürstentum Serbien an. Im Ersten wie im Zweiten Weltkrieg war Vranje kurzzeitig von bulgarischen Truppen besetzt.

## Sehenswürdigkeiten

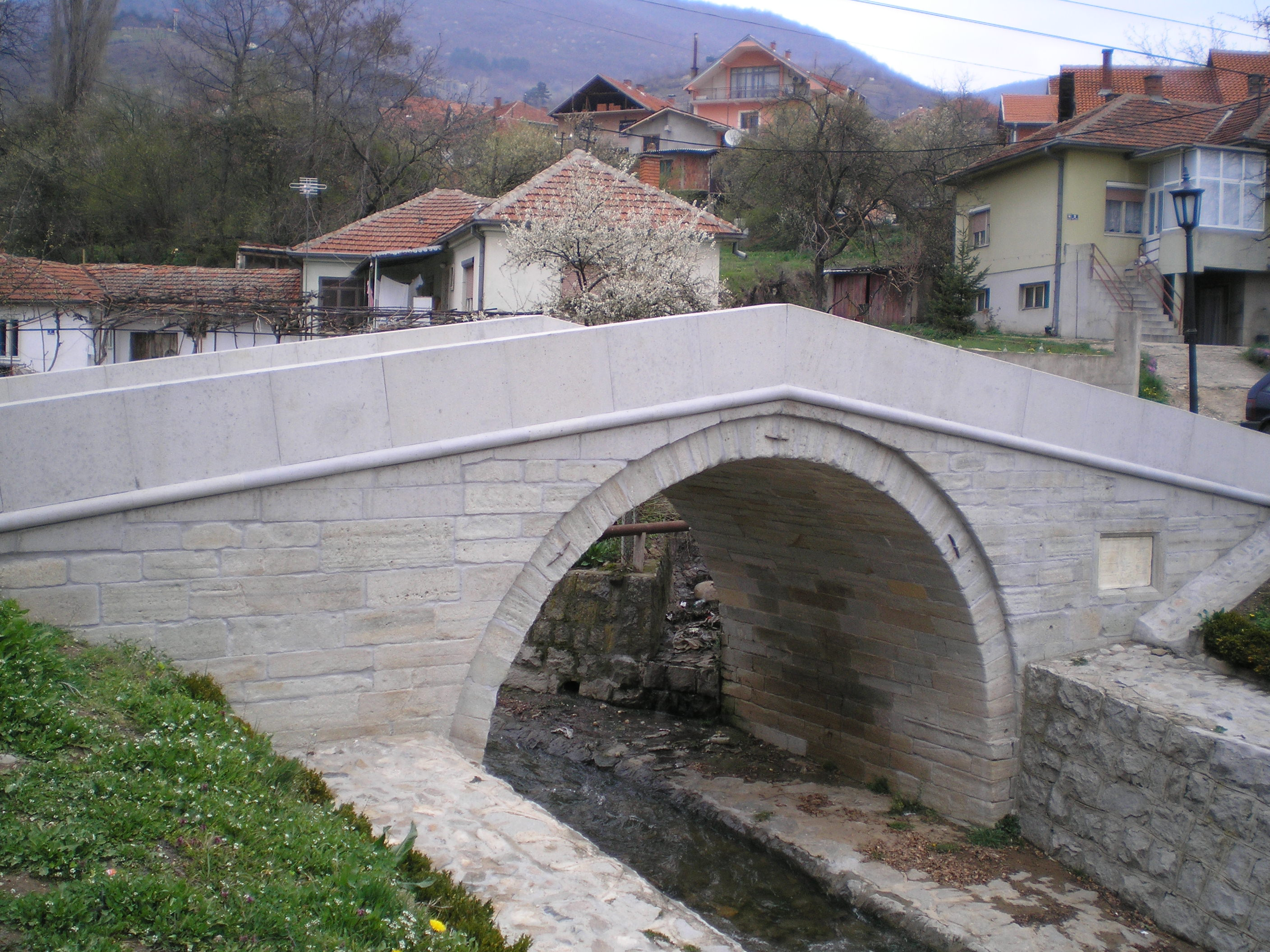
Die Weiße Brücke oder Brücke der Liebenden

- Die mittelalterliche Burgruine Markovo Kale wurde nach der Legende von Marko Kraljević erbaut.
- Die Weiße Brücke oder Brücke der Liebe, der Überlieferung nach gestiftet um 1844 von einer reichen Türkin in Erinnerung an die tragische Liebe ihrer Tochter Ayşe zum serbischen Hirtenjungen Stojan (Ayşe soll von ihrem Vater getötet worden sein, als dieser Stojan erschießen wollte, worauf sich Stojan das Leben nahm). Laut einer hartnäckigen Legende lautet die in türkischer Sprache in eine Tafel an der Brücke eingemeißelte Widmung: Verflucht soll jeder sein, der trennen will, was die Liebe gebunden hat. Tatsächlich ist im Text aber weder von Liebe noch von Trennung die Rede.
- der Hamam, das türkische Bad, heute ein Museum
- der Konak des Paschas und das Haremluk, einst Sitz des osmanischen Paschas, heute Stadtmuseum
- das Kloster des Heiligen Nikolaus

## Söhne und Töchter der Stadt
- Borisav „Bora“ Stanković (1876–1927), serbischer Schriftsteller
- Justin Popović (1894–1979), orthodoxer Mönch und Theologe
- Josip Kuže (1952–2013), kroatischer Fußballspieler und -trainer
- Princ (* 1993), Sänger
- Aleksandar Nedeljković (* 1997), Volleyballspieler
- Betim Fazliji (* 1999), schweizerisch-kosovarischer Fußballspieler
- Stefan Dodić (* 2003), serbischer Handballspieler